# Смоленский троллейбус
Смоленский троллейбус — относительно молодой вид транспорта Смоленска, первая линия запущена 8 апреля 1991 года. Предпоследняя троллейбусная система, открытая при советской власти (последняя была открыта 14 декабря 1991 года в Нукусе, Узбекистан).
В Смоленске действует 4 маршрута, на которых работает 47 троллейбусов.
Эксплуатацией занимается Смоленское муниципальное унитарное трамвайно-троллейбусное предприятие (СМУТТП).

## История
Троллейбусная система в Смоленске начала строиться в 1976 году по трассе площадь Смирнова — ул. Индустриальная — ТЭЦ-2, однако вскоре строительство было законсервировано.
В середине 1980-х проект был изменён. Особую роль в создании в Смоленске троллейбусного сообщения сыграл Шульга Валерий Иванович, руководивший с 1985 года смоленским трамвайным парком. В 1990 году он занял пост руководителя созданного Смоленского трамвайно-троллейбусного управления. Именно под его руководством был запущен первый в Смоленске троллейбусный маршрут. Вначале на нём эксплуатировалось 10 машин ЗиУ-682.
В 1991 году был получен весьма редкий экземпляр гибридного троллейбуса КТГ-1. Это был грузовой троллейбус, снабженный не только электрическим, но и бензиновым двигателем и обладал способностью ездить как по троллейбусным маршрутам на электроприводе, так и на обычных дорогах. В 1990-е годы он был продан.
Маршрут № 1 «Полиграфкомбинат — Трикотажная фабрика» (в настоящее время «Шарм») открыт в апреле 1991 года.
В 1991 году была построена и пущена весной 1992 года новая линия по ул. Николаева и Краснинскому шоссе до завода «Протон» (ныне НПО «Аркада»). Открылся маршрут № 2 "Полиграфкомбинат — завод «Протон» (взамен планировавшейся в 1960—1970 гг. по генплану города трамвайной линии от ул. Багратиона до ул. М. Расковой, на месте зарезервированного под трамвайное кольцо на ул. М.Расковой в настоящее время находится АЗС «Роснефть»). Для строительства троллейбусной линии Краснинское шоссе было расширено с 2 до 4 полос и был уложен бортовой камень. Маршрут № 2 в нынешнем варианте (по ул. Румянцева, ул. 25 Сентября, ул. Рыленкова до ул. П. Алексеева) открыт осенью 1995 г. к дню города. Строилась с 1992 по 1995 г. так как для возможности запуска троллейбуса была необходима реконструкция ул. Рыленкова от пр. Строителей до ул. П. Алексеева (фактически строительство нового участка дороги).
С 29 октября 2013 года некоторое время действовал маршрут № 3: ООО «Шарм» — НПО «Аркада», отменён с 26 апреля 2014 года из-за низкого пассажиропотока. С 10 декабря 2016 года восстановлен под № 5.
С 1 ноября 2015 года запущен новый маршрут № 3 «8 микрорайон — НПО «Аркада» (ранее планировался как маршрут № 2Б).
С 1 февраля 2016 года запущен новый маршрут № 4 «8 микрорайон — ООО «Шарм».
В 2017 году для обслуживания промзоны в Промышленном районе был запущен маршрут № 6 Полиграфкомбинат — 8 мкрн, с 22 мая 2017 года работавший только по будня.. 20 октября 2017 года маршрут № 6 был закрыт в связи с низким пассажиропотоком. Также в октябре 2017 года было объявлено, что закрытый в связи с реконструкцией Краснинского шоссе маршрут № 5 ООО «Шарм» — НПО «Аркада» восстанавливаться не будет.
В 2020 году Смоленску из Москвы, в связи с закрытием московской троллейбусной системы, были переданы машины марок Тролза-5275 «Оптима», Тролза-5265.00 «Мегаполис» и ЗиУ-682Г-016.

## Маршруты
- Маршрут № 1. Полиграфкомбинат — ООО «Шарм»
- Маршрут № 2. ул. Петра Алексеева (мкрн. «Киселёвка») — НПО «Аркада»
- Маршрут № 3. 8-й микрорайон (мкрн. «Киселёвка») — НПО «Аркада»
- Маршрут № 4. 8-й микрорайон (мкрн. «Киселёвка») — ООО «Шарм»

## Подвижной состав
По состоянию на февраль 2023 года в Смоленске эксплуатируется 47 троллейбусов, из них:
- ЗиУ-682* (16 шт.)
- ЗиУ-682Г-016.02 (8 шт.)
- Тролза-5275.06 «Оптима» (4 шт.)
- Тролза-5265 «Мегаполис» (21 шт.)
- АКСМ 321 (1 шт.)